# Cantonul Lille-Sud
Cantonul Lille-Sud este un canton din arondismentul Lille, departamentul Nord, regiunea Nord-Pas-de-Calais, Franța.